# Ander Cantero
Ander Cantero Armendariz (Pamplona, 9 gennaio 1995) è un calciatore spagnolo, portiere del Burgos.